# 양산시장
양산시장은 경상남도 양산시의 시장이다.

## 역대 양산군수
| 대수     | 이름   | 재임기간                            | 재임년수   | 비고          |
| -------- | ------ | ----------------------------------- | ---------- | ------------- |
| 초대     | 지영진 | 1945년 10월 24일 ~ 1946년 4월 30일  | 6개월      |               |
| 2        | 오주석 | 1946년 5월 1일 ~ 1947년 5월 10일    | 1년        |               |
| 3        | 장일주 | 1947년 5월 11일 ~ 1948년 3월 8일    | 10개월     |               |
| 4        | 김홍식 | 1948년 3월 9일 ~ 1949년 6월 20일    | 1년 3개월  |               |
| 5        | 조희두 | 1949년 6월 21일 ~ 1950년 3월 31일   | 11개월     |               |
| 6        | 이중헌 | 1950년 5월 7일 ~ 1950년 9월 22일    | 4개월      |               |
| 7        | 손찬조 | 1950년 9월 23일 ~ 1951년 10월 4일   | 1년 1개월  |               |
| 8        | 김상용 | 1951년 10월 5일 ~ 1953년 1월 5일    | 1년 3개월  |               |
| 10       | 양승앙 | 1953년 1월 6일 ~ 1954년 3월 5일     | 1년 2개월  |               |
| 10       | 최수경 | 1954년 3월 6일 ~ 1955년 8월 9일     | 1년 5개월  |               |
| 11       | 이원새 | 1955년 11월 2일 ~ 1956년 7월 9일    | 11개월     |               |
| 12       | 구태서 | 1956년 7월 10일 ~ 1956년 10월 30일  | 3개월      |               |
| 직무대리 | 하보원 | 1956년 11월 1일 ~ 1957년 1월 8일    | 2개월      |               |
| 13       | 김해두 | 1957년 1월 9일 ~ 1958년 3월 17일    | 1년 2개월  |               |
| 14       | 서진상 | 1958년 3월 18일 ~ 1959년 12월 3일   | 1년 8개월  |               |
| 15       | 반기한 | 1959년 12월 4일 ~ 1960년 5월 24일   | 6개월      |               |
| 16       | 신주덕 | 1960년 5월 25일 ~ 1961년 7월 14일   | 1년 2개월  |               |
| 17       | 빈남정 | 1961년 7월 26일 ~ 1961년 10월 21일  | 3개월      |               |
| 18       | 한정수 | 1961년 10월 22일 ~ 1962년 11월 20일 | 8개월      |               |
| 19       | 김상조 | 1962년 11월 21일 ~ 1963년 7월 25일  | 8개월      |               |
| 20       | 강판녕 | 1963년 7월 26일 ~ 1966년 8월 15일   | 3년 1개월  |               |
| 21       | 고창섭 | 1966년 8월 16일 ~ 1967년 12월 31일  | 1년 4개월  |               |
| 22       | 손영식 | 1968년 1월 1일 ~1970년 3월 2일      | 2년 2개월  |               |
| 23       | 황정복 | 1970년 3월 3일 ~ 1971년 8월 20일    | 2년 5개월  |               |
| 24       | 이인호 | 1971년 8월 21일 ~1973년 6월 30일    | 1년 10개월 |               |
| 25       | 성해기 | 1973년 7월 1일 ~ 1973년 8월 12일    | 1개월      | 4대 진주시장  |
| 26       | 이계형 | 1973년 8월 13일 ~ 1975년 6월 15일   | 1년 10개월 |               |
| 27       | 장치경 | 1975년 6월 16일 ~ 1976년 3월 31일   | 10개월     |               |
| 28       | 조상래 | 1976년 4월 1일 ~ 1978년 7월 31일    | 2년 4개월  |               |
| 29       | 김창수 | 1978년 8월 1일 ~ 1980년 3월 16일    | 1년 9개월  |               |
| 30       | 박필룡 | 1980년 3월 17일 ~ 1981년 12월 22일  | 1년 8개월  |               |
| 31       | 여주환 | 1981년 12월 23일 ~ 1983년 4월 10일  | 1년 4개월  | 21대 거창군수 |
| 32       | 안강식 | 1983년 4월 11일 ~ 1985년 3월 10일   | 1년 11개월 |               |
| 33       | 이두연 | 1985년 3월 11일 ~ 1986년 12월 23일  | 1년 10개월 |               |
| 34       | 노을환 | 1986년 12월 24일 ~ 1987년 9월 2일   | 9개월      |               |
| 35       | 김명규 | 1987년 9월 3일 ~ 1988년 12월 31일   | 1년 4개월  |               |
| 36       | 안두환 | 1989년 1월 1일 ~ 1989년 12월 26일   | 1년        |               |
| 37       | 이승관 | 1989년 12월 27일 ~ 1992년 10월 7일  | 2년 10개월 | 24대 거창군수 |
| 38       | 김계현 | 1992년 10월 8일 ~ 1993년 3월 28일   | 5개월      | 30대 거창군수 |
| 39       | 이병하 | 1993년 3월 29일 ~ 1994년 1월 2일    | 9개월      |               |
| 40       | 김영철 | 1994년 1월 3일 ~ 1994년 4월 25일    | 4개월      |               |
| 41       | 김웅열 | 1994년 4월 26일 ~ 1995년 1월 18일   | 8개월      |               |
| 42       | 하삼석 | 1995년 1월 19일 ~ 1995년 6월 30일   | 5개월      |               |

## 역대 양산시장
| 민선 | 대수 | 이름   | 임기                              | 비고                                                                                   |
| ---- | ---- | ------ | --------------------------------- | -------------------------------------------------------------------------------------- |
| 1기  | 초대 | 손유섭 | 1995년 7월 1일 ~ 1998년 6월 30일  | 임기 말에 뇌물수수 혐의로 구속되어, 임기가 끝난 후 징역 3년에 집행유예 5년을 선고받음  |
| 2기  | 2대  | 안종길 | 1998년 7월 1일 ~ 2002년 6월 30일  | 2003년 뇌물수수 혐의로 기소되어, 징역 5년 선고를 받아 시장직 상실                      |
| 3기  | 3대  | 안종길 | 2002년 7월 1일 ~ 2004년 3월 26일  | 2003년 뇌물수수 혐의로 기소되어, 징역 5년 선고를 받아 시장직 상실                      |
| 3기  | 4대  | 오근섭 | 2004년 6월 7일 ~ 2006년 6월 30일  | 2004년 6월 5일 재보궐선거 당선되었으나, 2009년 뇌물수수 혐의로 검찰 소환을 앞두고 자살 |
| 4기  | 5대  | 오근섭 | 2006년 7월 1일 ~ 2009년 11월 27일 | 2004년 6월 5일 재보궐선거 당선되었으나, 2009년 뇌물수수 혐의로 검찰 소환을 앞두고 자살 |
| 5기  | 6대  | 나동연 | 2010년 7월 1일 ~ 2014년 6월 30일  |                                                                                        |
| 6기  | 7대  | 나동연 | 2014년 7월 1일 ~ 2018년 6월 30일  |                                                                                        |
| 7기  | 8대  | 김일권 | 2018년 7월 1일 ~ 2022년 6월 30일  |                                                                                        |
| 8기  | 9대  | 나동연 | 2022년 7월 1일 ~                  |                                                                                        |

## 같이 보기
- 양산시장 선거